# Bell Centennial
Bell Cenntenial és un tipus de lletra de pal sec dissenyat per Matthew Carter en el període 1975-1978.

## Successora de la Bell Gothic
En 1976, amb motiu del seu centenari, la AT&T va encarregar una nova tipografia per substituir la Bell Gothic, Aquest tipus era utilitzat per als seus llistats i guies telefòniques impreses.
La Bell Gothic presentava problemes per a impressió en mides de font petites, a més un nou disseny optimitzaria una mica més l'espai per les guies telefòniques. A l'exigir una mida de lletra mínima calia buscar una solució.

## Autor
Matthew Carter, (Londres, 1937) establert a Cambridge, Massachusetts (EUA). És considerat un dels dissenyadors de tipografia més importants del nostre temps. El treball de Carter és un dels pocs que serveix d'utilitat a milions de persones cada dia. Dedicat la primera meitat de la seva carrera als tipus de lletra per a l'ús en la impressió, tals com Miller i la Bell Centennial. Després va ser pioner en el disseny de fonts per al seu ús en la pantalla. Per posar un exemple és autor de tipografies tan populars com la Verdana o la Geòrgia, dissenyades per a Microsoft.

## Disseny
La Bell Centenal es dissenyà per mantenir la llegibilitat a mides petites de font per a suport imprès.

El dissenyador encarregat va ser Matthew Carter de Mergenthaler Linotype Co., companyia que posseeix actualment la llicència d'ús. Carter va remodelar i va modernitzar la nova Bell (no confondre amb la tipografia "Bell" de R.Austin/J.Bell) a més d'economitzar l'espai. També va introduir a la tipografia el que es coneix com a Ink Trap o parany de tinta.
El parany de tinta és un tret de certs tipus d'impremta on s'alteren els detalls de les cantonades del caràcter. En el procés d'impressió la tinta tendeix a estendre's i sense aquest procediment la tinta en excés afecta a la vora seca afilada per a mides de punt petites. El parany de tinta és invisible per aquestes mides però fa més llegible la tipografia.

## Aplicació
Bell Centennial és un tipus de lletra dissenyat per a uns usos específics per a les llistes telefòniques d'AT&T